# O Mulato
O Mulato é um romance brasileiro escrito por Aluísio Azevedo e publicado em 1881. A obra é notável por sua contribuição à literatura naturalista e ao debate sobre a questão racial no Brasil do século XIX.
O livro foi uma das primeiras manifestações literárias a discutir abertamente a mestiçagem e suas implicações sociais e culturais.

## Enredo
A trama se passa em São Luís, no , Maranhão e segue a vida de Raimundo, um jovem mulato de origem humilde que anseia ascender socialmente e conquistar seu lugar na sociedade. A história aborda os desafios que Raimundo enfrenta devido à sua origem racial, incluindo o preconceito e a discriminação.
O enredo se complica ainda mais quando Raimundo se apaixona por Ana Rosa, uma jovem branca da alta sociedade. A relação entre os dois é marcada por desafios e tensões raciais, refletindo a complexa dinâmica social da época.

## Contexto histórico e literário
O Mulato foi escrito durante o movimento literário conhecido como Naturalismo, que teve seu auge no final do século XIX e buscava retratar a realidade de forma crua e objetiva, frequentemente enfocando aspectos menos explorados da sociedade. Aluísio Azevedo foi um dos precursores desse movimento no Brasil, e a obra é frequentemente apontado como um dos primeiros romances naturalistas no país.
O livro também é significativo por sua abordagem da questão racial no contexto brasileiro pós-abolição da escravatura (1888). A obra lança luz sobre o preconceito racial e as tensões raciais que persistiam na sociedade brasileira após o fim da escravidão, destacando as diferenças sociais entre as classes e as raças.

## Impacto e legado
O Mulato é uma obra que continua a ser estudada e debatida, tanto pelo seu valor literário quanto por seu papel na discussão da questão racial no Brasil. A novidade de tratar a mestiçagem e o preconceito racial na literatura brasileira da época foi um marco importante e contribuiu para o desenvolvimento do romance brasileiro.